# José Manuel Matilla Rodríguez
José Manuel Matilla Rodríguez (Valladolid, España, 1962) es un historiador de arte español. Licenciado en Historia del Arte por la Universidad Complutense, desde 1999 es Jefe del Departamento de Dibujos y Estampas del Museo Nacional del Prado. Así mismo, es responsable de la incorporación de la fotografía antigua a las colecciones del Museo. Entre 1988 y 1998 formó parte del Gabinete de Estudios de la Calcografía Nacional de Madrid, del que fue coordinador de actividades.

## Trabajo
Su investigación se ha centrado en la obra sobre papel de Francisco de Goya, publicando más de cuarenta estudios al respecto, y ha coordinado el catálogo de la obra sobre papel de Goya en el Prado. Otra de sus parcelas de estudio es la historia del dibujo y grabado español del siglo XVII, en la que sobresale la obra Grabadores extranjeros en la Corte española del Barroco, (Madrid, Biblioteca Nacional de España - Centro de Estudios Europa Hispánica, 2011) en la que participaron Javier Blas y María Cruz de Carlos Varona. También ha colaborado en varias exposiciones para dar a conocer el dibujo español en diversas colecciones: The Hispanic Society of America de Nueva York, The British Museum de Londres y Kunsthalle de Hamburgo.